# Меллиха
Мелли́ха (мальт. Mellieħa) — город на северо-западе Мальты, один из самых популярных у туристов. Число жителей — около 10 тысяч.
Первые поселения на месте города возникли уже в эпоху неолита. Город существовал в эпоху господства Византии, был разграблен арабами в 870 г. и заброшен. После перехода острова под владычество рыцарского ордена (1530) было возобновлено святилище Девы Марии, куда приходили поклониться фреске Мадонны, по преданию, написанной апостолом Лукой. На самом деле фреска создана в конце XIII века в византийской традиции.
После возведения в 1649 г. башни св. Агаты береговая линия была укреплена многочисленными башнями и бастионами. Деревня стала расти и превратилась в город после 1844 года, когда на Мальте хозяйничали англичане.
Современный город живёт туризмом. Здесь находится один из крупнейших пляжей, Адира (мальт. Għadira). Ежегодно с 30 августа по 8 сентября здесь проводится фестиваль Богородицы Победительницы в память великой обороны Мальты.

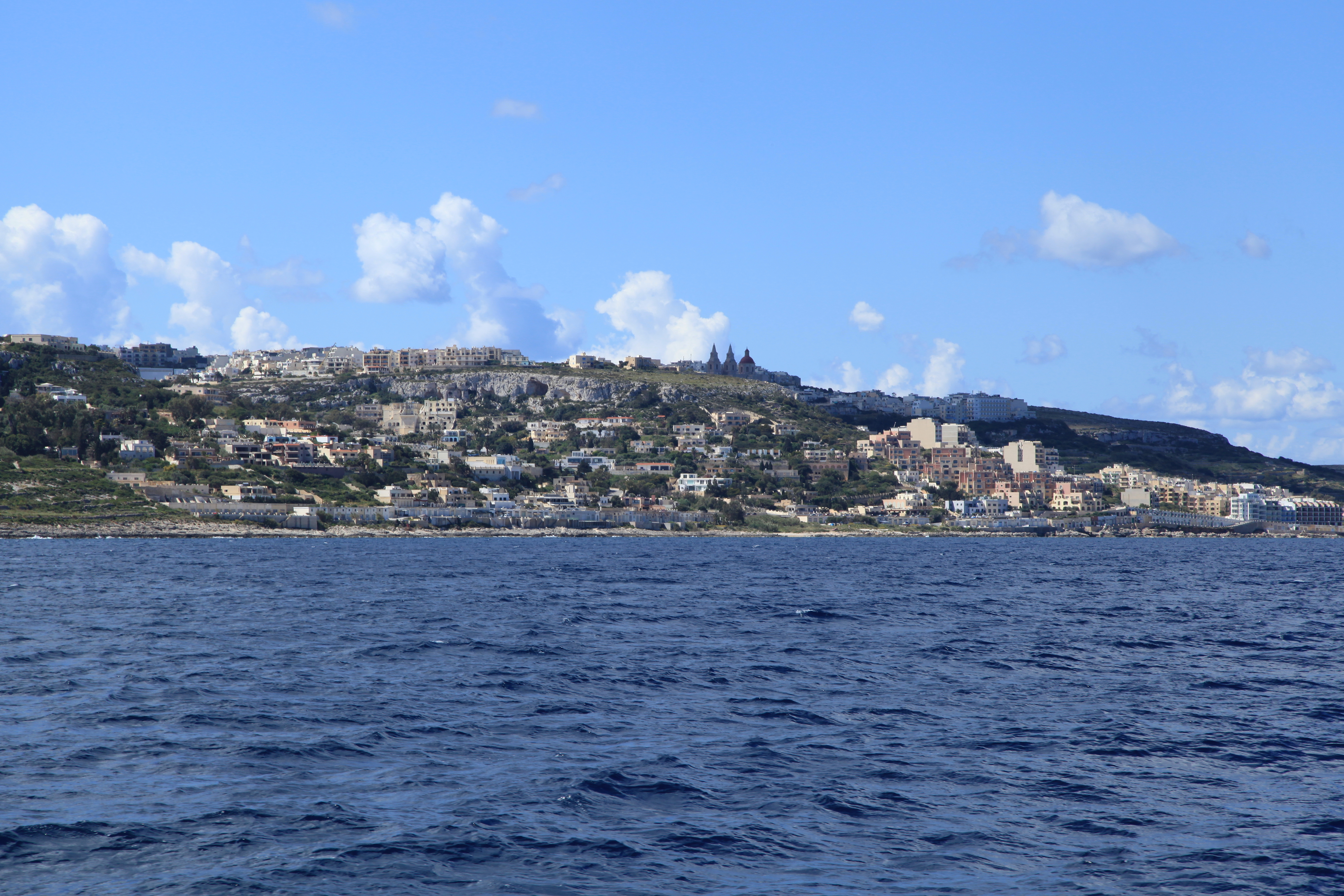
Вид с моря
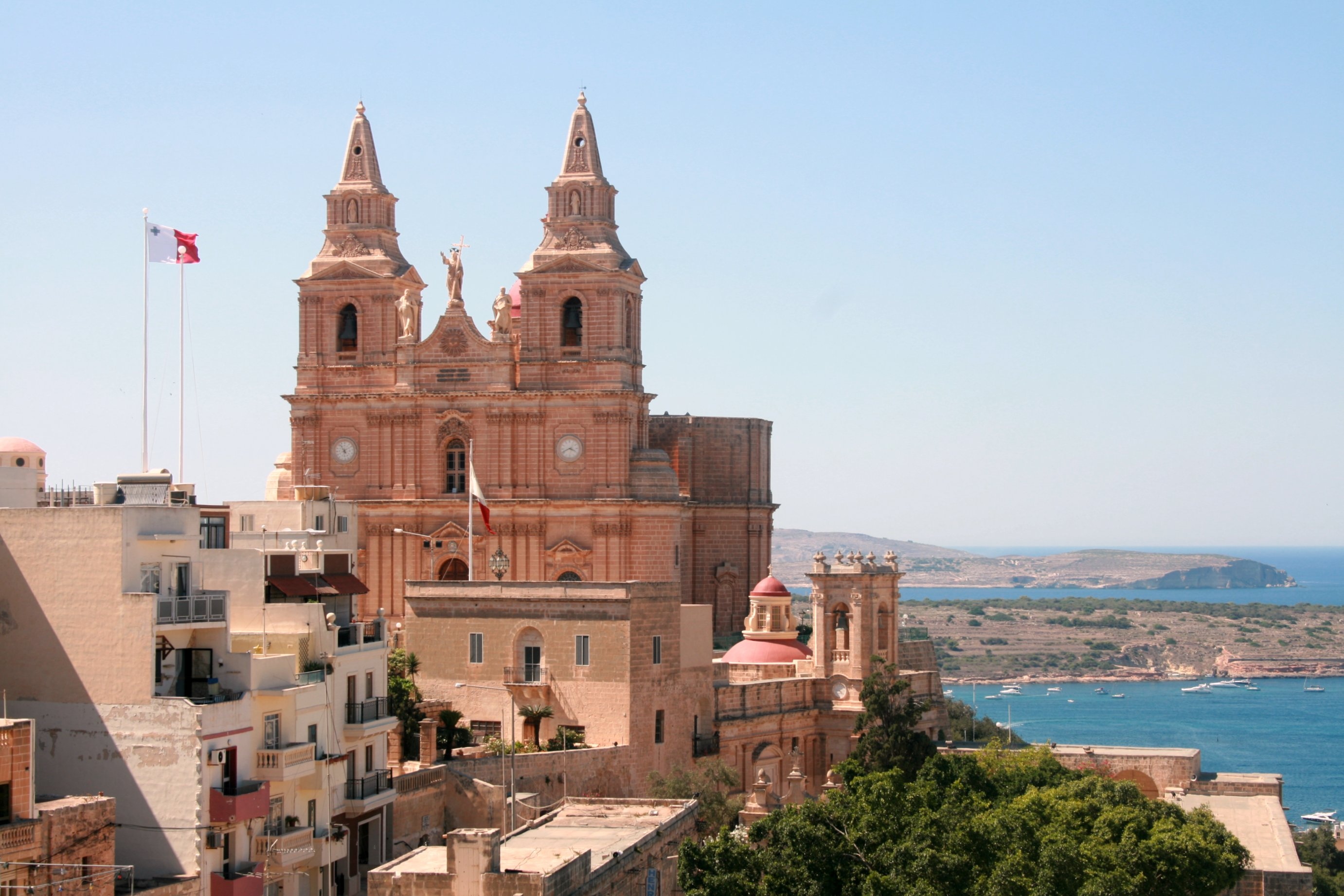
Приходская церковь (1880-е гг.)
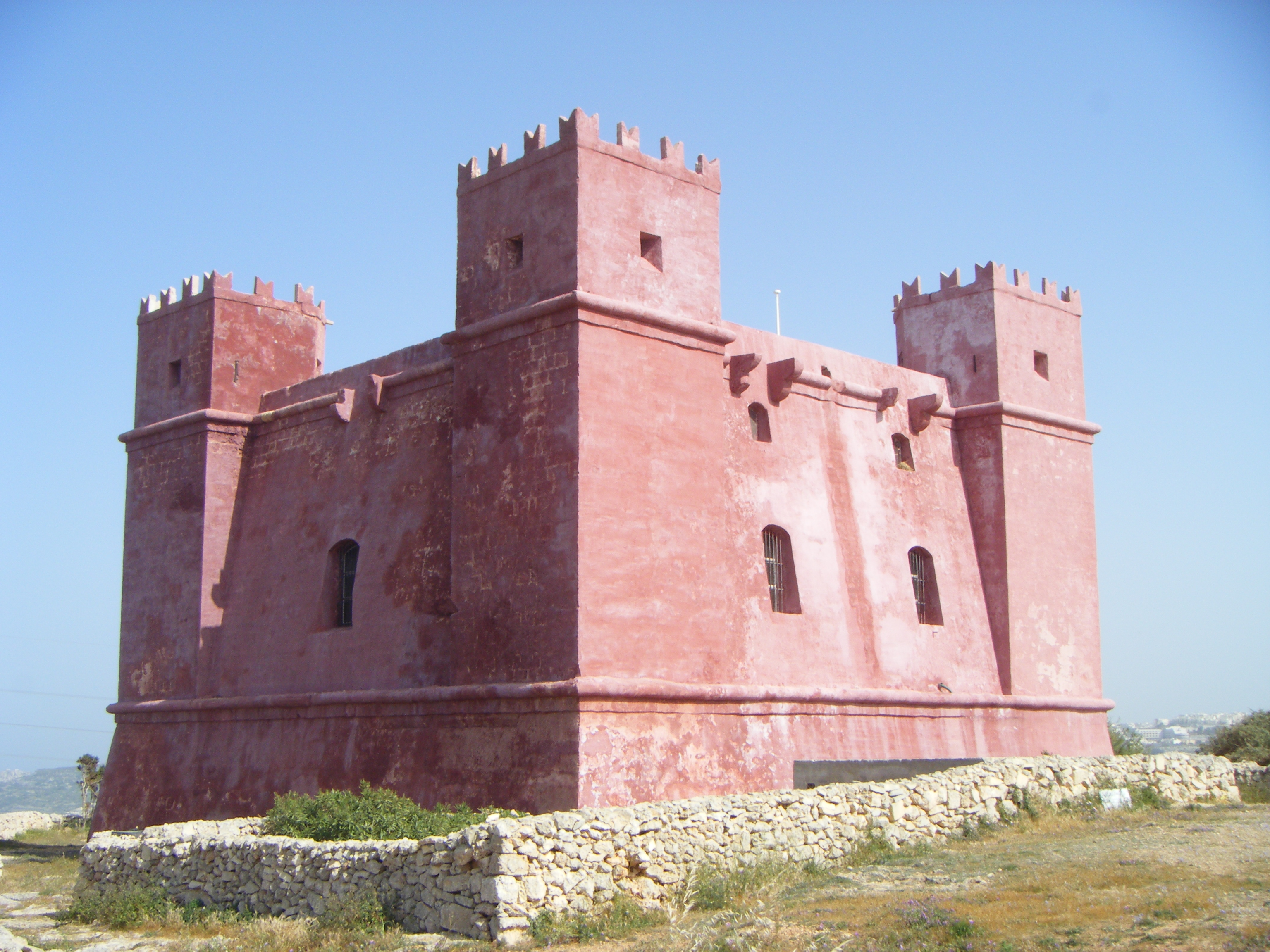
Башня Святой Агаты (XVII в.)
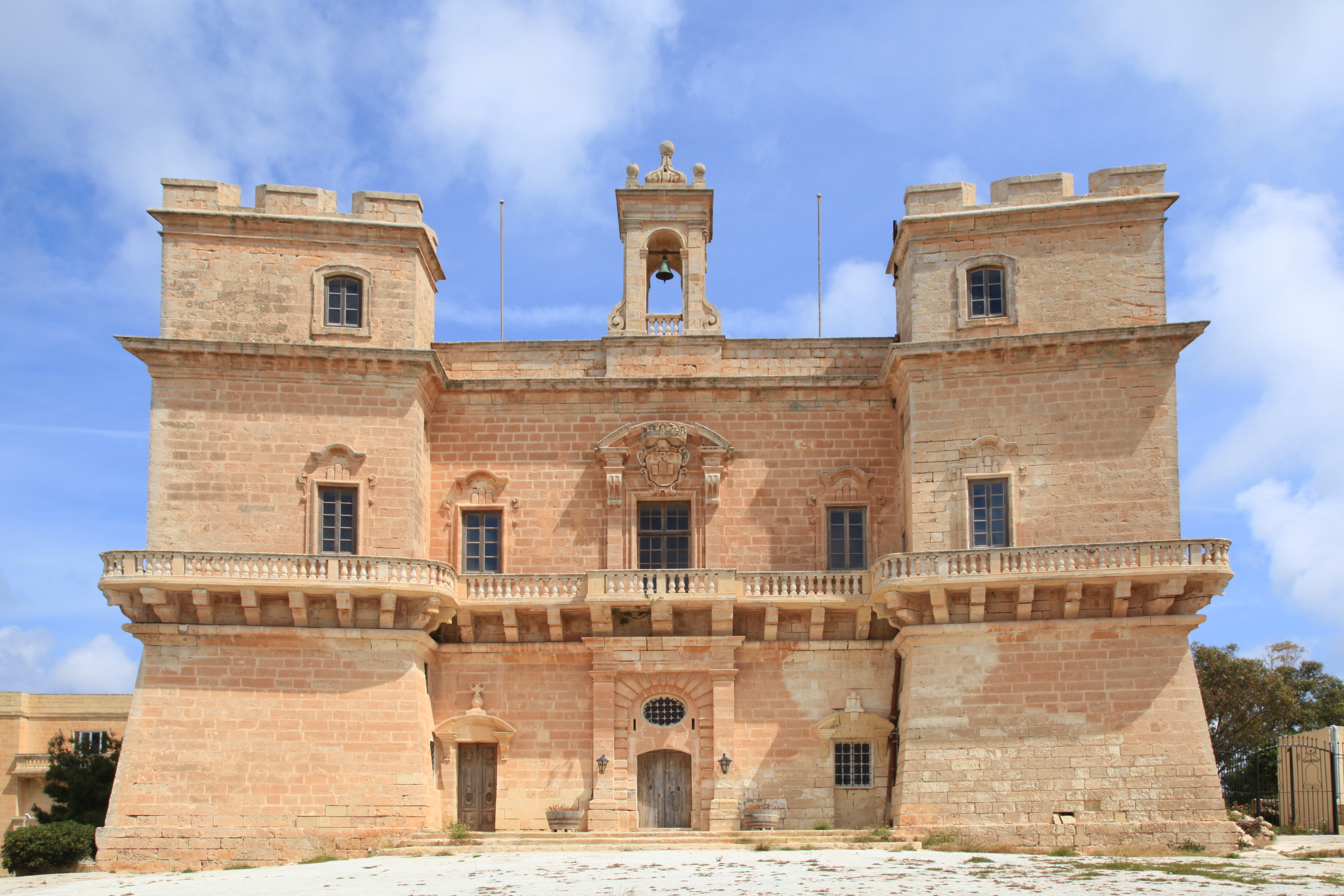
Вилла Сельмун (XVIII в.)